# Horst Ludwig Störmer

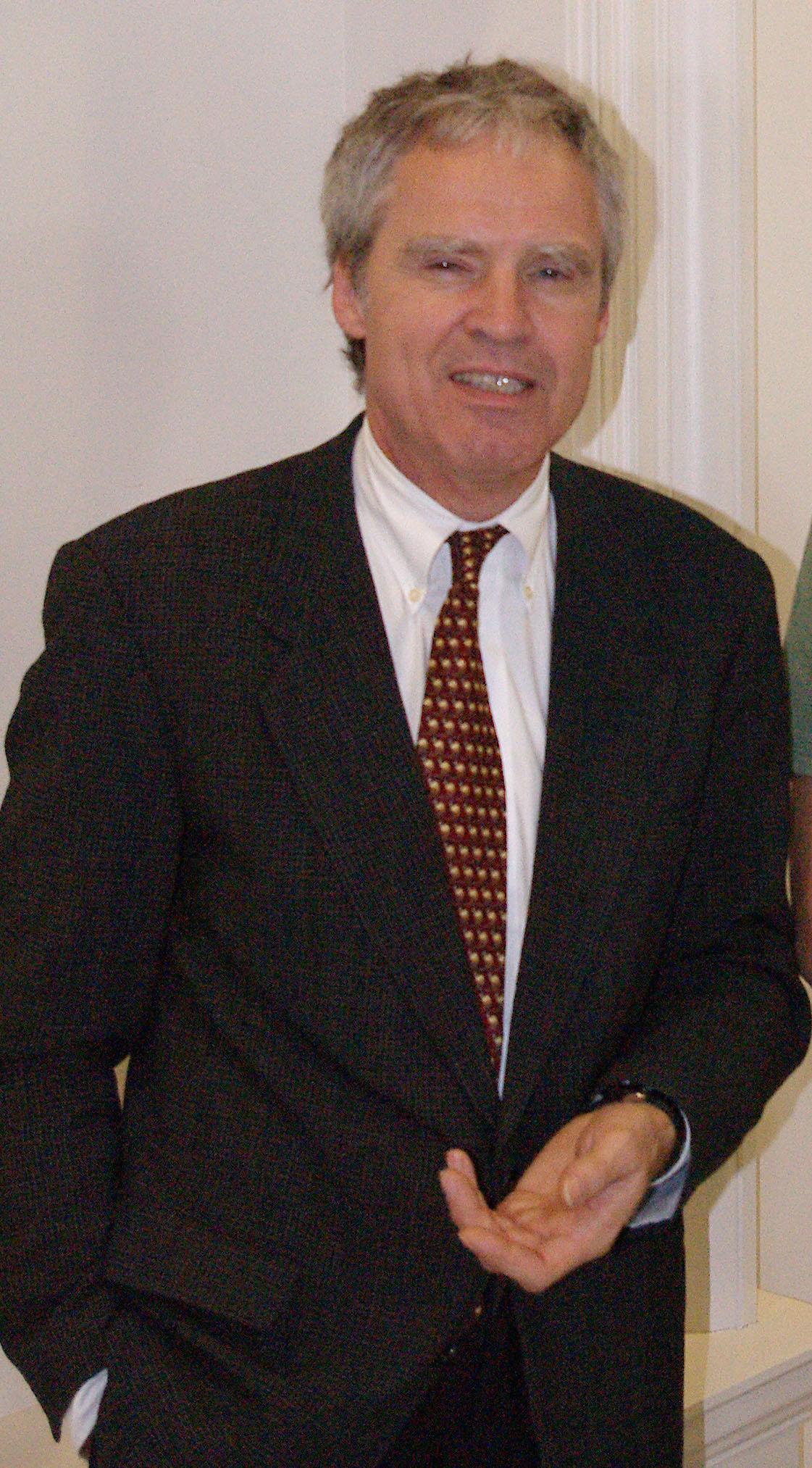
Horst Ludwig Störmer (2006)

Horst Ludwig Störmer (* 6. April 1949 in Frankfurt am Main) ist ein deutscher Physiker. Er wurde 1998 mit dem Nobelpreis für Physik ausgezeichnet.

## Leben
Horst Störmer wurde 1949 in Frankfurt am Main geboren und wuchs zusammen mit seinem jüngeren Bruder Heinz in Sprendlingen auf. Nach dem Abitur 1967 an der Goetheschule in Neu-Isenburg wollte er ein Architekturstudium an der Technischen Universität Darmstadt beginnen, schrieb sich aber für Bauwesen ein, da er den Anmeldezeitraum verpasst hatte. Schnell stellte er jedoch fest, dass er kein großes Talent in diesem Bereich besaß. So wechselte er an die Johann Wolfgang Goethe-Universität Frankfurt am Main, da er jedoch auch hier den Anmeldezeitraum für Physik verpasst hatte, begann er mit einem Mathematikstudium und wechselte erst 1968 zur Physik.
Nach dem Diplom 1974 am Lehrstuhl Werner Martienssen unter Professor Eckhardt Hoenig (* 1942) – zur gleichen Zeit arbeitete auch Gerd Binnig in der Arbeitsgruppe – wechselte er an das Hochfeldmagnetlabor in Grenoble in die Arbeitsgruppe um Prof. Hans-Joachim Queisser. Nach seiner Promotion 1977 an der Universität Stuttgart ging er an die Bell Laboratories in Murray Hill (New Jersey), New Jersey, wo er zunächst als Postdoc beschäftigt war. Er erhielt 1978 eine Festanstellung und wurde 1983 zum Leiter der Abteilung für elektrische und optische Eigenschaften von Festkörpern sowie 1992 zum Direktor des Physikalischen Forschungslabors der Bell Labs ernannt. Störmer wechselte 1997 an die Columbia University in New York und wurde 1998 zum Professor für angewandte Physik ernannt.
Er ist verheiratet mit Dominique Parchet, die er in Grenoble kennengelernt hatte und die bei den Vereinten Nationen arbeitet.

## Werk
Horst Störmer arbeitete in Murray Hill an zweidimensionalen Elektronengasen. Nachdem er bereits in den ersten Wochen die Idee der Modulationsdotierung mit ausgearbeitet hatte, erhielt er bereits wenige Monate später eine Festanstellung bei den Bell Labs. In Zusammenarbeit mit Daniel Tsui und Arthur Gossard wollte er am 6. Oktober 1981 einen dieser modulationsdotierten Chips im Hochfeldlabor des MIT in Cambridge auf Anzeichen des hypothetischen Elektronenkristalls untersuchen – sie entdeckten jedoch den gebrochenzahligen Quanten-Hall-Effekt („fractional QHE“).
Er wurde 1998 gemeinsam mit Robert B. Laughlin und Daniel Chee Tsui mit dem Nobelpreis für Physik „für ihre Entdeckung einer neuen Art von Quantenflüssigkeit mit fraktionell geladenen Anregungen“ ausgezeichnet.

## Auszeichnungen
- 1984 Buckley Award, Amerikanische Physikalische Gesellschaft
- 1985 Otto-Klung-Preis
- 1992 Mitglied der American Academy of Arts and Sciences
- 1998 Benjamin-Franklin-Medaille
- 1998 Nobelpreis für Physik
- 1999 Mitglied der National Academy of Sciences
- 1999 Großes Bundesverdienstkreuz mit Stern
- 2006 Mitglied der American Philosophical Society

## Werke
- Magnetolumineszenz von Elektron-Loch-Tropfen in Germanium. Dissertation, Universität Stuttgart, 1977